# 4853 Марілукач
4853 Марілукач (4853 Marielukac) — астероїд головного поясу, відкритий 28 червня 1979 року.
Тіссеранів параметр щодо Юпітера — 3,388.